# Inês Pereira
Inês Teixeira Pereira (nascida em 26 de maio de 1999) é uma futebolista portuguesa que atua como guarda-redes no Servette, da Suíça e na  seleção feminina de Portugal.

## Carreira no clube
Depois de iniciar a carreira no Campeonato Nacional Feminino no GD Estoril Praia, Pereira regressou à sua cidade natal, Lisboa, no Sporting CP, onde assinou no verão de 2016.
No final de cada uma das duas primeiras temporadas no clube, o Sporting sagrou-se campeão e Pereira tornou-se titular regular com a equipa a vencer 36 das 40 partidas que disputou nas cinco temporadas no clube.[carece de fontes?] Quando o time não conseguiu garantir o futebol da Liga dos Campeões no final da temporada 2020-21, Pereira optou por assinar com o campeão suíço Servette, onde instantaneamente se tornou a primeira goleira e manteve jogos sem sofrer golos consecutivos nas duas primeiras eliminatórias do clube. jogos da campanha da Liga dos Campeões.

## Carreira internacional
Pereira foi internacional pela seleção de Portugal, atuando pela equipe durante o ciclo de qualificação para a Copa do Mundo Feminina da FIFA 2019.[carece de fontes?] Pereira também foi titular e não sofreu golos por Portugal no jogo decisivo de qualificação para o UEFA Women's Euro 2022 ; no entanto, seu time foi eliminado por 1 a 0 no total e inicialmente não conseguiu se classificar para o torneio antes de finalmente ocupar o lugar da Rússia, que foi removida e banida das partidas da FIFA e da UEFA International após a invasão russa da Ucrânia.
Em 30 de maio de 2023, ela foi incluída na seleção de 23 jogadores para a Copa do Mundo Feminina da FIFA 2023.

## Honras
Sporting
- Campeonato Nacional Feminino : 2016–17, 2017–18[5]